# Anaea wellingi
Anaea wellingi is een vlinder uit de familie van de Nymphalidae. De wetenschappelijke naam van de soort is voor het eerst geldig gepubliceerd in 1977 door Miller & Miller.